# Pyrrhula
Pyrrhula – rodzaj ptaków z podrodziny łuskaczy (Carduelinae) w obrębie rodziny łuszczakowatych (Fringillidae).

## Rozmieszczenie geograficzne
Rodzaj obejmuje gatunki występujące w Eurazji i na Azorach.

## Morfologia
Długość ciała 14–17 cm; masa ciała 17–38 g.

## Systematyka
Rodzaj zdefiniował w 1760 roku francuski zoolog Mathurin Jacques Brisson w publikacji własnego autorstwa poświęconej ornitologii. Gatunkiem typowym jest (tautonimia) gil zwyczajny (P. pyrrhula).

### Etymologia
- Pyrrhula: epitet gatunkowy Loxia pyrrhula Linnaeus, 1758; średniowiecznołac. pyrrhula ‘gil’, od gr. πυρρουλας purrhoulas ‘robakożerny ptak’ wymieniony przez Arystotelesa, identyfikowany jako rudzik lub gil. W ornitologii kombinacja pyrrhul- jest często używana do określenia grubodziobych ptaków lub tych z czerwoną piersią[6].
- Protopyrrhula: gr. πρωτο- prōto- ‘pierwszy, świeży’; rodzaj Pyrrhula Brisson, 1760[7]. Gatunek typowy (oryginalne oznaczenie): Pyrrhula nipalensis Hodgson, 1836.
- Pyrrhia: gr. πυρρος purrhos ‘w kolorze płomienia, czerwony’, od πυρ pur, πυρος puros ‘ogień’[8].

### Podział systematyczny
Do rodzaju należą następujące gatunki:
- Pyrrhula nipalensis Hodgson, 1836 – gil łuskogłowy
- Pyrrhula leucogenys Ogilvie-Grant, 1895 – gil białouchy
- Pyrrhula aurantiaca Gould, 1858 – gil pomarańczowy
- Pyrrhula erythrocephala Vigors, 1832 – gil płomienny
- Pyrrhula erythaca Blyth, 1862 – gil siwogłowy
- Pyrrhula owstoni Rothschild & E. Hartert, 1907 – gil lawendowy
- Pyrrhula murina Godman, 1866 – gil azorski
- Pyrrhula pyrrhula (Linnaeus, 1758) – gil zwyczajny

Opisano również wymarły gatunek z Azorów
- Pyrrhula crassa Rando, Pieper, Olson, Pereira & Alcover, 2017